# Szwedzka Partia Ludowa

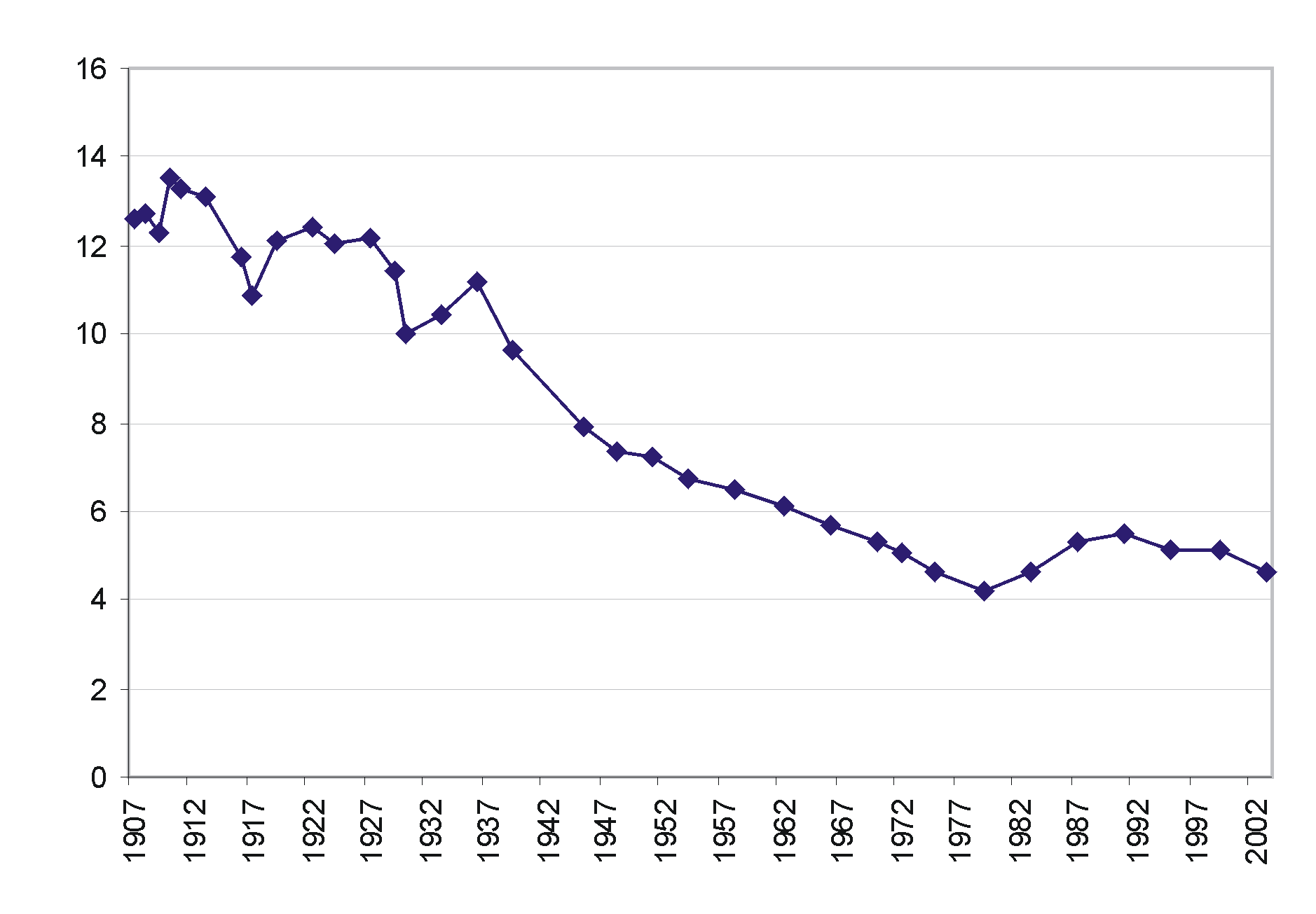
Poparcie SFP w wyborach parlamentarnych od 1907 do 2002

Szwedzka Partia Ludowa (szw. Svenska folkpartiet, SFP; fiń. Suomen ruotsalainen kansanpuolue, RKP) – fińska partia polityczna o profilu liberalnym i centroprawicowym, reprezentująca mniejszość szwedzkojęzyczną w Finlandii.

## Historia
Partia została powołana w 1906. Początkowo w wyborach parlamentarnych uzyskiwała poparcie na poziomu kilkunastu procent. Od początku lat 60. liczba wyborców głosujących na SFP waha się między 4 a 6%. Od początku lat 90. ugrupowanie wprowadza od 8 do 11 deputowanych do Eduskunty.
Szwedzka Partia Ludowa uchodzi za ugrupowanie reprezentujące szwedzkojęzyczną mniejszość Finlandii, liczącą około 5,5%.
Od czasu akcesji kraju do Unii Europejskiej regularnie uzyskiwała po jednym przedstawicielu w Parlamencie Europejskim (1996, 1999, 2004, 2009, 2014, 2019, 2024). W ramach struktur europejskich SFP dołączyła do partii liberalnej, a w PE do grupy liberalnej.
Ugrupowanie wielokrotnie wchodziło w różne koalicje rządowe z fińskimi partiami, zarówno z lewicą, jak i z centroprawicą. Od połowy lat 70. brało udział w kolejnych rządach. W 2015 po latach współtworzenia kolejnych gabinetów znalazło się w opozycji. Do koalicji rządowej partia powróciła jednak w 2019.

## Przewodniczący

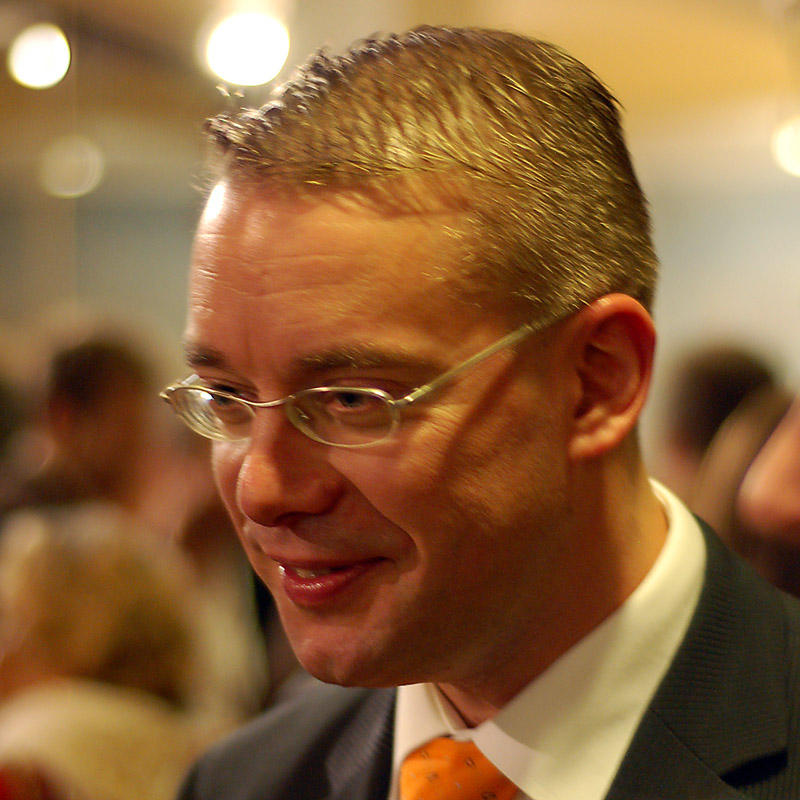
Stefan Wallin, lider SFP w latach 2006–2012

- Axel Lille (1906–1917)
- Eric von Rettig (1917–1934)
- Ernst von Born (1934–1945)
- Ralf Törngren (1945–1955)
- Ernst von Born (1955–1956)
- Lars Erik Taxell (1956–1966)
- Jan-Magnus Jansson (1966–1973)
- Kristian Gestrin (1973–1974)
- Carl Olof Tallgren (1974–1977)
- Pär Stenbäck (1977–1985)
- Christoffer Taxell (1985–1990)
- Ole Norrback (1990–1998)
- Jan-Erik Enestam (1998–2006)
- Stefan Wallin (2006–2012)
- Carl Haglund (2012–2016)
- Anna-Maja Henriksson (2016–2024)
- Anders Adlercreutz (od 2024)[10]